# Tân Thành, Thủ Thừa
Tân Thành là một xã thuộc huyện Thủ Thừa, tỉnh Long An, Việt Nam.

## Địa lý
Xã Tân Thành có vị trí địa lý:
- Phía đông giáp huyện Bến Lức
- Phía tây giáp xã Mỹ Lạc và xã Mỹ Thạnh
- Phía nam giáp thị trấn Thủ Thừa và các xã Bình An, Nhị Thành
- Phía bắc giáp xã Long Thuận và xã Tân Long.

Xã Tân Thành có diện tích 39,66 km², dân số năm 2003 là 3.399 ngươi, mật độ dân số đạt 86 người/km².

## Hành chính
Xã Tân Thành được chia thành 4 ấp: 1, 3, 4, 5.

## Lịch sử
Ngày 15 tháng 9 năm 1981, Hội đồng Bộ trưởng ban hành Quyết định số 71-HĐBT về việc thành lập xã Tân Thành thuộc huyện Bến Thủ trên cơ sở 5 ấp: 1, 2, 3, 4, 5 của xã Nhị Thành.
Ngày 14 tháng 1 năm 1983, Hội đồng Bộ trưởng ban hành Quyết định số 05-HĐBT về việc tái lập huyện Thủ Thừa. Xã Tân Thành trực thuộc huyện Thủ Thừa.
Ngày 15 tháng 5 năm 2003, Chính phủ ban hành Nghị định số 50/2003/NĐ-CP về việc thành lập xã Tân Lập trên cơ sở 3.780 ha diện tích tự nhiên và 2.696 người của xã Tân Thành.
Sau khi điều chỉnh địa giới hành chính, xã Tân Thành còn lại 3.966 ha diện tích tự nhiên và 3.399 người.
Ngày 18 tháng 7 năm 2019, HĐND tỉnh Long An ban hành Nghị quyết số 43/NQ-HĐND về việc sáp nhập Ấp 2 vào Ấp 1.